# Mark Vervoort
Mark Vervoort (* 7. Oktober 1990) ist ein niederländischer Tennisspieler.

## Karriere
Mark Vervoort spielt hauptsächlich auf der ATP Challenger Tour und der ITF Future Tour. Er feierte bislang 14 Doppelsiege auf der Future Tour. Auf der Challenger Tour gewann er seinen ersten Titel im Doppel in Mohammedia im Jahr 2015.

## Erfolge
| Legende (Anzahl der Siege)  |
| Grand Slam                  |
| ATP World Tour Finals       |
| ATP World Tour Masters 1000 |
| ATP World Tour 500          |
| ATP World Tour 250          |
| ATP Challenger Tour (4)     |

### Doppel

#### Turniersiege
| Nr. | Datum              | Turnier    | Belag     | Partner              | Finalgegner                                 | Ergebnis           |
| --- | ------------------ | ---------- | --------- | -------------------- | ------------------------------------------- | ------------------ |
| 1.  | 9. Oktober 2015    | Mohammedia | Sand      | Íñigo Cervantes      | Roberto Carballés Baena Pablo Carreño Busta | 3:6, 7:62, [12:10] |
| 2.  | 31. Oktober 2015   | Monterrey  | Hartplatz | Thiemo de Bakker     | Paolo Lorenzi Fernando Romboli              | kampflos           |
| 3.  | 19. August 2018    | Meerbusch  | Sand      | David Pérez Sanz     | Grzegorz Panfil Wolodymyr Uschylowskyj      | 3:6, 6:4, [10:7]   |
| 4.  | 10. September 2021 | Sevilla    | Sand      | David Vega Hernández | Javier Barranco Cosano Sergio Martos Gornés | 6:3, 6:77, [10:7]  |